# Marathon van Madrid 1989
De marathon van Madrid 1989 (ook wel Madrid Popular) werd gelopen op zondag 30 april 1989. Het was de twaalfde editie van deze marathon.
De overwinning bij de mannen ging naar de Braziliaan Jose Cesar deSouza in 2:15.16. Zijn overwinning leverde hem $ 8000 op. Bij de vrouwen zegevierde de Spaanse Elena Cobos in 2:41.14.

## Uitslagen

### Mannen
| rang   | naam                 | land | tijd    |
| ------ | -------------------- | ---- | ------- |
| Goud   | Jose Cesar deSouza   | BRA  | 2:15.16 |
| Zilver | Jose-Maria Fernandez | ESP  | 2:17.47 |
| Brons  | Juan Antonio Garcia  | ESP  | 2:18.22 |
| 4      | Jose-Luis Adsuara    | ESP  | 2:19.49 |
| 5      | Juan Ramon Torres    | ESP  | 2:20.22 |
| 6      | Victor Urrea         | ESP  | 2:20.52 |
| 8      | Jean-Yves Madelon    | FRA  | 2:21.07 |
| 9      | Jozef Mitka          | POL  | 2:21.16 |

### Vrouwen
| rang   | naam            | land | tijd    |
| ------ | --------------- | ---- | ------- |
| Goud   | Elena Cobos     | ESP  | 2:41.14 |
| Zilver | Anna Iskra      | POL  | 2:45.05 |
| Brons  | Consuelo Alonso | ESP  | 2:49.26 |
| 4      | Maria Lopez     | ESP  | 2:52.51 |
| 5      | Joaquina Casas  | ESP  | 2:56.32 |

1978 ·
1979 ·
1980 ·
1981 ·
1982 ·
1983 ·
1984 ·
1985 ·
1986 ·
1987 ·
1988 ·
1989 ·
1990 ·
1991 ·
1992 ·
1993 ·
1994 ·
1995 ·
1996 ·
1997 ·
1998 ·
1999 ·
2000 ·
2001 ·
2002 ·
2003 ·
2004 ·
2005 ·
2006 ·
2007 ·
2008 ·
2009 ·
2010 ·
2011 ·
2012 ·
2013 ·
2014 ·
2015 ·
2016 ·
2017